# Potamomusa
Potamomusa là một chi bướm đêm thuộc họ Crambidae.